# Congrès démocratique
Le Congrès démocratique (en anglais Democratic Congress, abrégé DC) est un parti politique lésothien de centre gauche issu d'une scission en 2012 du Congrès du Lesotho pour la démocratie menée par le Premier ministre Pakalitha Mosisili.

## Résultats
| Année | Voix    | %     | Rang | Élus     | +/- |
| ----- | ------- | ----- | ---- | -------- | --- |
| 2012  | 218 366 | 39,58 | 1er  | 48 / 120 | Nv  |
| 2015  | 218 573 | 38,37 | 1er  | 47 / 120 | 1   |
| 2017  | 150 172 | 25,82 | 2e   | 30 / 120 | 17  |
| 2022  | 128 105 | 24,87 | 2e   | 29 / 120 | 1   |